# جزیره ندورازومنیا
جزیره ندورازومنیا (انگلیسی: Nedorazumeniya Island) یک جزیره در استان ماگادان کشور روسیه است.